# Collarea
Il Collarea è un rio affluente del torrente Neva, in provincia di Savona, nascente dal Bric Schenasso in Liguria a 1080 m s.l.m.. È lungo km 3,75 e confluisce nel torrente Neva a 380 m s.l.m.. 

## Percorso

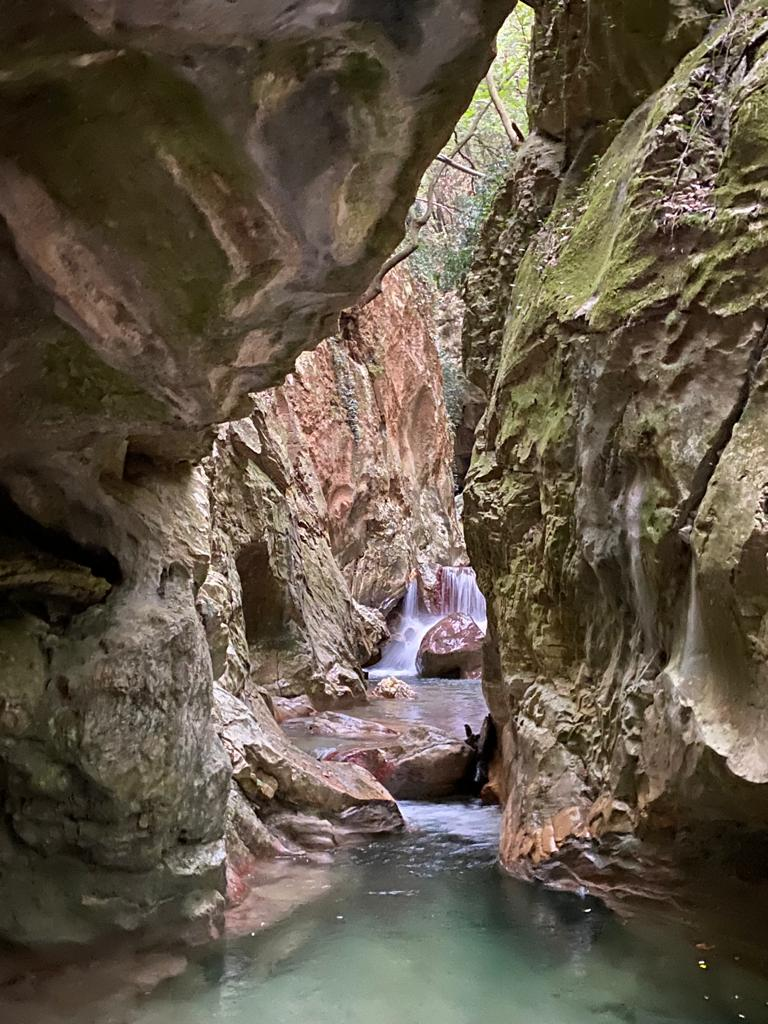
Le gorge del Rio Collarea

Nasce al Bric Schenasso a 1080 metri, nelle Alpi Liguri,  sino al piano delle Caranche (tipica formazione rocciosa a dell'entroterra ligure, pinnacoli rocciosi di tipo dolomitico originatesi da detriti di faglia) prende il nome di Rio delle Caranche, dopo la pieve della Madonna del Praetto nel comune di Erli assume il nome di Rio Collarea sino allo sbocco nel Torrente Neva.

## Affluenti
Alla destra idrografica poche centinaia di metri prima dello sbocco nel Neva riceve il rio Gazzo, che scorre attraverso l'omonima frazione del comune di Erli, in Val Neva e per questo cartograficamente spesso in passato (e ancora oggi nella toponomastica popolare) assumeva tale erronea denominazione l'intero corso del rio.

## Caratteristiche

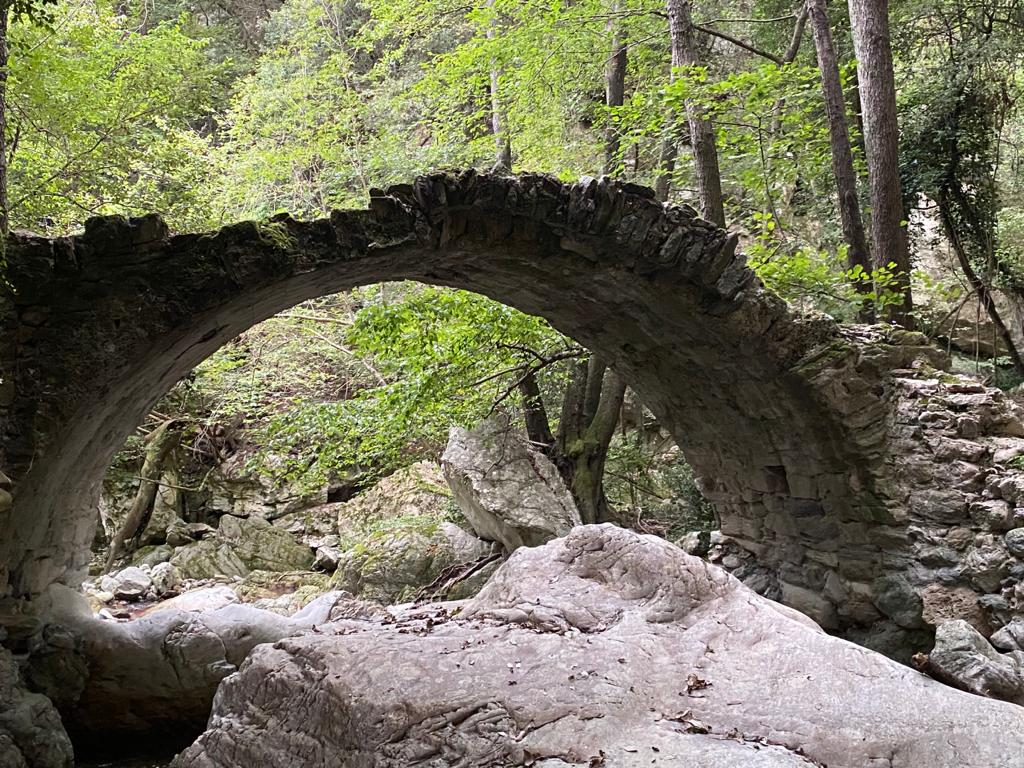
Ponte tardo romano alla confluenza

Il rio Collarea è caratterizzato nell'ultima parte da una serie di gorge e orridi scavati nei depositi di arenaria, e attraversa l'antica via del sale che percorre la Val Neva ed in Località Mascherone presso la confluenza è attraversato da un ponte a tutto sesto di ampia gettata di età tardo romana. Da tale confluenza a poche centinaia di metri si apre l'Arma Veirana la grotta oggetto di scavi archeologici internazionali con ritrovamenti neandhertaliani sino ai resti di sepolture mesolitiche.